# St. Benno (Hannover)

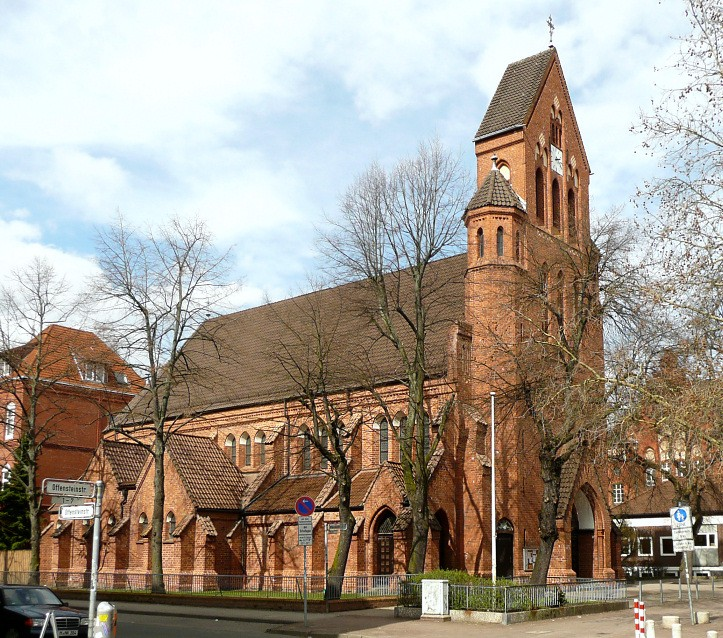
St. Benno

St. Benno ist eine römisch-katholische Kirche im hannoverschen Stadtteil Linden-Nord in  Niedersachsen. Sie gehört zur Pfarrgemeinde St. Godehard und zum Dekanat Hannover des Bistums Hildesheim. Die Kirche wurde 1901/02 nach Plänen von Christoph Hehl erbaut und am 28. Oktober 1906 durch Bischof Adolf Bertram geweiht. Bei den Luftangriffen auf Hannover im Zweiten Weltkrieg wurden am 18. Oktober 1943 das linke Seitenschiff durch einen Bombentreffer zerstört und am 17. März 1945 die Kirche und das Pfarrhaus erneut beschädigt. Noch während des Krieges wurden die Schäden notdürftig behoben. Im Sommer 1951 begann eine weitgehend originalgetreue Wiederherstellung der Kirche, die am 26. Oktober 1952 beendet wurde.

## Beschreibung
Die Kirche ist eine neugotische dreischiffige Basilika nach dem Vorbild der norddeutschen Backsteingotik und dem Heiligen Benno von Meißen gewidmet. Die Stelle des Turms, der beim Bau zunächst gar nicht vorgesehen war und durch einen Dachreiter ersetzt wurde, vertritt ein hoher Portalgiebel mit zwei oktogonalen Flankentürmen. Die Langhaus-Joche erhalten ihr Licht durch je drei Obergadenfenster. Strebepfeiler und Kapellenanbauten gliedern den Bau zusätzlich. Das Innere ist nach mehreren zum Teil tiefgreifenden Umgestaltungen bis ins späte 20. Jahrhundert von modernem Raum- und Formempfinden geprägt.

## Geschichte
Die Geschichte der am 1. April 1912 gegründeten Pfarrei, ihrer Verbände, Einrichtungen und Initiativen ist eng mit der Entwicklung Lindens vom Arbeiterquartier über eine sich entvölkernde Vorstadt zu einem stark multikulturell geprägten Wohnbezirk verbunden. Die dem
St. Benno war nach St. Godehard die zweite katholische Kirche der gegen Ende des 19. Jahrhunderts explosionsartig gewachsenen Arbeiterstadt Linden. Sie erhielt das Patrozinium des hl. Benno von Meißen, der ein Zeitgenosse Godehards war und aus dem Bistum Hildesheim stammte.
Die Kosten für einen eigenen Kirchenbau kamen durch Sammlungen und Spenden zustande, maßgeblich vom Pfarrer Henniges initiiert. Die Baupläne stammen von Christoph Hehl, der mit kargen Mitteln (rund 25.000 Mark) einen Bau realisierte, der Platz für bis zu 1200 Gläubige bot. Von den Baukostgen wurden auch Teile der Innenausstattung beschafft.
Der Migrantenanteil der Pfarrgemeinde liegt über einem Drittel. Seit 2008 ist St. Benno Zentrum eines offenen Projekts der Großstadtseelsorge. Seit dem 1. September 2010 gehört die Kirche zur Pfarrgemeinde St. Godehard.
Ab 1928 war Wilhelm Offenstein Pfarrer der St.-Benno-Gemeinde, bis er 1936 das Amt des Generalvikars übernahm.

## Orgel

### Disposition
Die Orgel wurde 1981 von der Werkstatt Emil Hammer Orgelbau erbaut. Das Instrument hat 24 Register auf zwei Manualen und Pedal.
| I Hauptwerk C–g3 |              |       |
| 1.               | Pommer       | 16′   |
| 2.               | Principal    | 8′    |
| 3.               | Rohrflöte    | 8′    |
| 4.               | Oktave       | 4′    |
| 5.               | Koppelflöte  | 4′    |
| 6.               | Sesquialtera | 2 ⁄3′ |
| 7.               | Flachflöte   | 2′    |
| 8.               | Mixtur IV    | 1 ⁄3′ |
| 9.               | Trompete     | 8′    |
|                  | Tremulant    |       |

| II Brustwerk (schwellbar) C–g3 |              |       |
| 10.                            | Holzgedackt  | 8′    |
| 11.                            | Dulzflöte    | 8′    |
| 12.                            | Praestant    | 4′    |
| 13.                            | Gedacktflöte | 4′    |
| 14.                            | Schwiegel    | 2′    |
| 15.                            | Quinte       | 1 ⁄3′ |
| 16.                            | Scharff III  | 1′    |
| 17.                            | Krummhorn    | 16′   |
| 18.                            | Vox humana   | 8′    |
|                                | Tremulant    |       |

| Pedal C–f1 |                  |       |
| 19.        | Subbass          | 16′   |
| 20.        | Principalbass    | 8′    |
| 21.        | Gedackt          | 8′    |
| 22.        | Flötbass         | 4′    |
| 23.        | Rauschpfeife III | 2 ⁄3′ |
| 24.        | Posaune          | 16′   |

### Technische Daten
- Gehäuse/Prospekt: Lärche
- Schleifwindlade
- Spieltisch:
  - Spielschrank
  - Registerzüge
- Traktur:
  - mechanische Tontraktur
  - mechanische Registertraktur
- Koppeln: II/I, I/P, II/P